# Consalvo Sanesi
Consalvo Sanesi (* 28. März 1911 in Terranuova Bracciolini; † 28. Juli 1998 in Mailand) war ein italienischer Automobilrennfahrer.

## Karriere
Consalvo Sanesi war zeit seiner Karriere mit Alfa Romeo verbunden. Er war dort als Testfahrer („collaudatore“) beschäftigt, fuhr aber auch lange Zeit Renneinsätze. Seine Erfolge begannen nach dem Zweiten Weltkrieg: Er wurde Dritter beim Großen Preis von Italien 1947 und Zweiter beim Grand Prix von Frankreich 1948, jeweils auf einem Tipo 158 „Alfetta“.
Während der Formel-1-Saison 1950 und 1951 fuhr Sanesi insgesamt fünf Grands Prix für das Alfa-Romeo-Werksteam, wobei er allerdings im Schatten seiner Teamkollegen Farina, Fangio und Fagioli stand. Beim Grand Prix der Schweiz 1951 in Bremgarten kam er 1951 mit dem vierten Rang das einzige Mal in die Punkteränge.
Bis in die Mitte der 1960er startete er noch bei Sportwagenrennen. Nach einem schweren Rennunfall 1964 beschränkte er sich auf seine Tätigkeit als Leiter des Fahrversuchs bei Alfa Romeo und trat nicht mehr bei Rennen an.
Sanesi war es, dem die Alfa Romeo „Alfetta“ ihre Fahrwerkskonstruktion zu verdanken hat. Bei Fahrversuchen am Anfang der Entwicklung dieses Fahrzeugs hatte Sanesi auf einem Fahrwerk mit einer De-Dion-Hinterachse bestanden, weil dieses seiner Meinung nach das beste Fahrverhalten bot. Da Sanesis Wort im Unternehmen großes Gewicht hatte, wurde dem Folge geleistet.

## Statistik

### Statistik in der Automobil-Weltmeisterschaft

#### Gesamtübersicht
| Saison | Team           | Chassis             | Motor              | Rennen | Siege | Zweiter | Dritter | Poles | schn. Rennrunden | Punkte | WM-Pos. |
| ------ | -------------- | ------------------- | ------------------ | ------ | ----- | ------- | ------- | ----- | ---------------- | ------ | ------- |
| 1950   | Alfa Romeo SpA | Alfa Romeo Typ 158  | Alfa Romeo 1.5 L8s | 1      | −     | −       | −       | −     | −                | −      | NC      |
| 1951   | Alfa Romeo SpA | Alfa Romeo Tipo 159 | Alfa Romeo 1.5 L8s | 4      | −     | −       | −       | −     | −                | 3      | 12.     |
| Gesamt | Gesamt         | Gesamt              | Gesamt             | 5      | −     | −       | −       | −     | −                | 3      | 1       |

#### Einzelergebnisse
| Saison | 1 | 2   | 3  | 4 | 5 | 6   | 7 | 8 |
| ------ | - | --- | -- | - | - | --- | - | - |
| 1950   |   |     |    |   |   |     |   |   |
|        |   |     |    |   |   | DNF |   |   |
| 1951   |   |     |    |   |   |     |   |   |
| 4      |   | DNF | 10 | 6 |   |     |   |   |

| Legende  | Legende            | Legende                                                          |
| Farbe    | Abkürzung          | Bedeutung                                                        |
| -------- | ------------------ | ---------------------------------------------------------------- |
| Gold     | –                  | Sieg                                                             |
| Silber   | –                  | 2. Platz                                                         |
| Bronze   | –                  | 3. Platz                                                         |
| Grün     | –                  | Platzierung in den Punkten                                       |
| Blau     | –                  | Klassifiziert außerhalb der Punkteränge                          |
| Violett  | DNF                | Rennen nicht beendet (did not finish)                            |
| Violett  | NC                 | nicht klassifiziert (not classified)                             |
| Rot      | DNQ                | nicht qualifiziert (did not qualify)                             |
| Rot      | DNPQ               | in Vorqualifikation gescheitert (did not pre-qualify)            |
| Schwarz  | DSQ                | disqualifiziert (disqualified)                                   |
| Weiß     | DNS                | nicht am Start (did not start)                                   |
| Weiß     | WD                 | zurückgezogen (withdrawn)                                        |
| Hellblau | PO                 | nur am Training teilgenommen (practiced only)                    |
| Hellblau | TD                 | Freitags-Testfahrer (test driver)                                |
| ohne     | DNP                | nicht am Training teilgenommen (did not practice)                |
| ohne     | INJ                | verletzt oder krank (injured)                                    |
| ohne     | EX                 | ausgeschlossen (excluded)                                        |
| ohne     | DNA                | nicht erschienen (did not arrive)                                |
| ohne     | C                  | Rennen abgesagt (cancelled)                                      |
| ohne     | keine WM-Teilnahme |                                                                  |
| sonstige | P/fett             | Pole-Position                                                    |
| sonstige | 1/2/3/4/5/6/7/8    | Punktplatzierung im Sprint-/Qualifikationsrennen                 |
| sonstige | SR/kursiv          | Schnellste Rennrunde                                             |
| sonstige | *                  | nicht im Ziel, aufgrund der zurückgelegten Distanz aber gewertet |
| sonstige | ()                 | Streichresultate                                                 |
| sonstige | unterstrichen      | Führender in der Gesamtwertung                                   |

### Le-Mans-Ergebnisse
| Jahr | Team           | Fahrzeug              | Teamkollege  | Platzierung | Ausfallgrund    |
| ---- | -------------- | --------------------- | ------------ | ----------- | --------------- |
| 1953 | SpA Alfa Romeo | Alfa Romeo 6C 3000 CM | Piero Carini | Ausfall     | Getriebeschaden |

### Sebring-Ergebnisse
| Jahr | Team                   | Fahrzeug             | Teamkollege        | Teamkollege        | Platzierung | Ausfallgrund |
| ---- | ---------------------- | -------------------- | ------------------ | ------------------ | ----------- | ------------ |
| 1964 | Scuderia Sant Ambroeus | Alfa Romeo Giulia TZ | Roberto Bussinello | Giampiero Biscaldi | Ausfall     | Unfall       |

### Einzelergebnisse in der Sportwagen-Weltmeisterschaft
| Saison | Team                   | Rennwagen                   | 1   | 2   | 3   | 4   | 5   | 6   | 7   | 8   | 9   | 10  | 11  | 12  | 13  | 14  | 15  | 16  | 17  | 18  | 19  | 20  |
| ------ | ---------------------- | --------------------------- | --- | --- | --- | --- | --- | --- | --- | --- | --- | --- | --- | --- | --- | --- | --- | --- | --- | --- | --- | --- |
| 1953   | Alfa Romeo             | Alfa Romeo 6C 3000 CM       | SEB | MIM | LEM | SPA | NÜR | RTT | CAP |     |     |     |     |     |     |     |     |     |     |     |     |     |
| 1953   | Alfa Romeo             | Alfa Romeo 6C 3000 CM       |     | DNF | DNF | DNF |     |     |     |     |     |     |     |     |     |     |     |     |     |     |     |     |
| 1954   | Alfa Romeo             | Alfa Romeo 1900             | BUA | SEB | MIM | LEM | RTT | CAP |     |     |     |     |     |     |     |     |     |     |     |     |     |     |
| 1954   | Alfa Romeo             | Alfa Romeo 1900             |     |     | 52  |     |     | 15  |     |     |     |     |     |     |     |     |     |     |     |     |     |     |
| 1956   |                        | Alfa Romeo Giulietta Spider | BUA | SEB | MIM | NÜR | KRI |     |     |     |     |     |     |     |     |     |     |     |     |     |     |     |
| 1956   |                        | Alfa Romeo Giulietta Spider | DNF |     |     |     |     |     |     |     |     |     |     |     |     |     |     |     |     |     |     |     |
| 1964   | Scuderia Sant Ambroeus | Alfa Romeo TZ               | DAY | SEB | TAR | MON | SPA | CON | NÜR | ROS | LEM | REI | FRE | CCE | RTT | SIM | NÜR | MON | TDF | BRI | BRI | PAR |
| 1964   | Scuderia Sant Ambroeus | Alfa Romeo TZ               | DNF |     |     |     |     |     |     |     |     |     |     |     |     |     |     |     |     |     |     |     |